# سوزان ليندكويست
سوزان ليندكويست (بالإنجليزية: Susan Lindquist) (مواليد 5 يونيو 1949 - 27 أكتوبر 2016) هي أستاذ علم الأحياء في معهد ماساتشوستس للتقنية  متخصصة في علم الأحياء الجزيئي، ولا سيما مشكلة طي البروتين  داخل أسرة مكونة من جزيئات تعرف باسم بروتينات حرارة الصدمات،  والبريون. ليندكويست عضو والمدير السابق لمعهد وايتهيد كما حصلت على قلادة العلوم الوطنية الأمريكية في عام 2010.